# Karamo Brown
Karamo Brown (né le 2 novembre 1980) est un animateur de télévision américain, personnalité de la télé-réalité, auteur et activiste. Brown a commencé sa carrière en 2004 dans l'émission de téléréalité MTV The Real World: Philadelphia devenant le premier homme noir ouvertement gay dans une émission de téléréalité. Il joue actuellement le rôle d'expert culturel dans la série Netflix Queer Eye.

## Biographie
Brown est né à Houston, au Texas, et a trois sœurs aînées. Il est d'origine jamaïcaine et cubaine. Il a fait son coming-out à 16 ans. Brown a grandi à Coral Springs, en Floride et est diplômé de l'école secondaire Marjory Stoneman Douglas de Parkland en 1999,. Après la fusillade à l'école en 2018, Brown est devenu un membre actif du mouvement Never Again MSD lancé par les étudiants, plaidant pour une nouvelle législation sur la sécurité des armes à feu. Il est diplômé de la Florida A&M University, et a travaillé comme travailleur social pendant près d'une décennie après The Real World. 
En 2007, Brown a été informé qu'il était le père d'un garçon de 10 ans, Jason, et qu'il en avait la garde cette année-là. Karamo Brown a adopté le demi-frère de Jason, Chris, en 2010. Ensuite, il a déménagé à Los Angeles avec ses deux fils en 2011, où ils résident actuellement. En mai 2018, Brown s'est fiancé à son partenaire de huit ans, le réalisateur Ian Jordan.

## Carrière
Karamo a commencé sa carrière à la télévision dans la série de téléréalité MTV The Real World: Philadelphia en 2004, devenant le premier homme noir gay à la télé-réalité. Il a ensuite participé au Real World / Road Rules Challenge: The Inferno II, où il a été éliminé dans l'épisode six. Brown a fait un retour à la télé-réalité sur The Next 15 de TV One en 2016, qui l'a suivi lui et cinq autres stars de la réalité.
Karamo Brown était un producteur de HuffPost Live pour Huffington Post et un invité récurrent d'Access Hollywood Live. En 2014, Karamo Brown est devenu producteur de son propre spectacle.
Il a animé Are You The One: Second Chances de MTV. [13] Brown joue actuellement le rôle de l'expert culturel dans Queer Eye sur Netflix. La première saison a été publiée sur Netflix en février 2018. 
Il a aussi publié un mémoire en mars 2019 intitulé Karamo: My Story of Embracing Purpose, Healing, and Hope (Karamo: Mon histoire d'embrasser le but, la guérison et l'espoir)
En 2019, Karamo Brown est apparu dans le clip de "You Need to Calm Down" de Taylor Swift.
En août 2019, Brown a été annoncé comme l'une des célébrités à participer à la saison 28 de Dancing with the Stars (danse avec les strars). Il a été critiqué pour avoir évoqué la co-vedette de Dancing with the Stars et l'ancien attaché de presse de la Maison Blanche de Trump, Sean Spicer, comme un "bon gars" dans une interview avec Access. Donald Trump et son administration ont été protestés par les communautés LGBTQ pour des actions et des politiques contre les droits LGBTQ; Spicer servant de porte-parole pour de nombreux mensonges au service de Trump. Brown a été critiqué sur les médias sociaux, de nombreux utilisateurs, dont l'auteur Roxane Gay, ont appelé la star de la réalité pour avoir normalisé Spicer et son travail à la Maison Blanche.
En novembre 2019, le livre pour enfants de Brown, I Am Perfectly Designed, écrit avec Jason "Rachel" Brown et illustré par Anoosha Syed, a été publié par Henry Holt.

## Activisme
Brown a cofondé 6in10.org, une organisation qui lutte contre la stigmatisation liée au VIH et fournit un soutien en santé mentale et une éducation sur le VIH à la communauté noire LGBT. Karamo fait du bénévolat comme conseiller auprès des jeunes au Los Angeles LGBT Center. Brown s'est également associé au Center for Disease Control et à la National Black Justice Coalition en tant qu'ambassadeur de la santé et du bien-être. En 2014, Brown s'est associé à la société pharmaceutique Janssen dans le cadre de la campagne Positively Fearless pour autonomiser la communauté gay et bisexuelle. En avril 2018, il s'est joint aux membres de la Creative Coalition pour se rendre à Capitol Hill afin de présenter des pétitions aux législateurs et au bureau de la seconde dame Karen Pence pour un financement accru du National Endowment for the Arts. Il est également coprésident national de l'électeur des soins de santé.

## Récompenses et honneurs
- Prix de visibilité de la campagne des droits de l'homme 2018[4]

## Filmographie

### Télévision et Internet
| Année        | Titre                                           | Rôle                                          | Remarques                                                        |
| ------------ | ----------------------------------------------- | --------------------------------------------- | ---------------------------------------------------------------- |
| 2004-2005    | The Real World: Philadelphia                    | Lui-même                                      | 26 épisodes                                                      |
| 2005         | Real World/Road Rules Challenge: The Inferno II | Lui-même                                      | 6 épisodes                                                       |
| 2007         | The DL Chronicles                               | Agent #1                                      | Épisode: "Robert"                                                |
| 2012-2013    | Bethenny                                        | Himself – Panéliste / correspondant           | 4 épisodes                                                       |
| 2013-2014    | Where the Bears Are!                            | Ronnie Bishop/Reporter                        | 7 épisodes                                                       |
| 2014-2016    | Dr. Drew on Call                                | Lui-même - Invité / Correspondant / Panéliste | 54 épisodes                                                      |
| 2015         | Huffpost Live                                   | Lui-même - Invité                             | 8 épisodes                                                       |
| 2015         | Steam Room Stories                              | Karamo                                        | 4 épisodes                                                       |
| 2015         | Love & Hip Hop: Hollywood                       | Lui-même                                      | Épisode: "Out in Hip Hop"                                        |
| 2016         | Access Hollywood Live                           | Lui-même - Invité                             | 7 épisodes                                                       |
| 2016         | The Next :15                                    | Lui-même                                      | 7 épisodes                                                       |
| 2017         | Are You the One: Second Chances                 | Lui-même - Invité                             | 10 épisodes                                                      |
| 2018         | The Real Princess Diaries: From Diana to Meghan | Lui-même                                      | TV Movie documentary                                             |
| 2018         | Nailed It!                                      | Lui-même                                      | Épisode: Bonus: 3, 2, 1, Ya Not Done!!                           |
| 2018         | GMA Digital                                     | Lui-même                                      | Prenez-le de Karamo Brown: Possédez qui vous êtes                |
| 2018         | ELLE                                            | Lui-même                                      | Karamo Brown de Queer Eye insta-traque les Fab Five              |
| 2018–présent | Queer Eye                                       | Lui-même                                      | 37 épisodes                                                      |
| 2019         | Lip Sync Battle                                 | Lui-même                                      | Season 5, Épisode 1                                              |
| 2019         | Dancing with the Stars                          | Lui-même                                      | Candidat à la saison 28                                          |
| 2019         | The Daily Show With Trevor Noah                 | Lui-même                                      | La popularité de Queer Eye et embrassant la croissance à Karamo  |
| 2019         | MTV                                             | Lui-même                                      | Karamo Brown réagit à The Real World: Philadelphia               |
| 2019         | Yahoo Lifestyle                                 | Lui-même                                      | C'était le coup de foudre pour la star de Queer Eye Karamo Brown |
| 2019         | Good Morning America                            | Lui-même                                      | Karamo Brown motive et inspire avec ses nouveaux mémoires        |
| 2019         | Broadly                                         | Lui-même                                      | Karamo Brown de Queer Eye donne des conseils sur le sexe         |
| 2019         | Big Mouth                                       | Lui-même (voix)                               | Season 3                                                         |
| 2019         | The Wendy Williams Show                         | Lui-même                                      | Karamo sur la paternité                                          |